# Mobile Mini Sun Cup
A Mobile Mini Sun Cup (korábban Desert Cup és Desert Diamond Cup)  egy felkészülési torna, amelyet a Mobile Mini amerikai biztonságtechnikai cég szponzorál. A tornát először 2011-ben a Phoenix Rising és az FC Tucson szervezte meg, főleg alsóbb ligás amatőr észak-amerikai bajnokságok csapatai számára.
Az első tornán csak a Sporting Kansas City és a New York Red Bulls szerepelt az első osztályból, az MLS-ből, azonban az évek során egyre nőtt az élvonalbeli csapatok részvétele, míg 2018-ban már tizenegy csapat szerepelt - a liga teljes tagságának közel fele -  a tornán.

## Története
A legelső, 2011-es tornán olyan nemzetközileg is elismert labdarúgók léptek pályára, mint Thierry Henry, Rafael Márquez és Omar Bravo, míg helyszínül a Hi Corbett Field, egy arizonai baseballstadion szolgált.
A következő évi tornát 2012. február 22-től március 3-ig tartották, párhuzamosan számos más felkészülési tornával, a 2012-es élvonalbeli bajnokság kezdete előtt. Három új, a Major League Soccerben szereplő csapat is részt vett a kiírásban, ezek a Los Angeles Galaxy, a Real Salt Lake és a New England Revolution voltak, míg a New York Red Bulls ismét pályára lépett az ezúttal a Kino Veterans Memorial Stadionban, szintén baseball helyszínen megrendezett tornán. A csapatok összesen négy mérkőzést játszottak.
A Phoenix Rising 2017. október 11-én megvásárolta a Tucson FC-t. December 5-én a két csapat bejelentette, hogy továbbra is együtt szervezik a tornát, amelyet 2018-tól a Mobile Mini nevű biztonságtechnikai cég szponzorál. A találkozókat ettől fogva a Phoenix Rising FC Labdarúgó-komplexumban rendezték meg. A 2018-as tornán rekordszámú tizenegy csapat vett részt. A tornát a New England Revolution nyerte, amelynek színeiben Németh Krisztián gólt szerzett a Houston Dynamo elleni döntőben, míg a bronzmérkőzést elveszítő Sporting Kansas City-ben Sallói Dániel is pályára lépett.

## Eredmények
| Év   | 1.                     | 2.                     | 3.                                  | 4.                     |
| ---- | ---------------------- | ---------------------- | ----------------------------------- | ---------------------- |
| 2011 | Sporting Kansas City   | New York Red Bulls     | FC Tucson                           | Arizona Sahuaros       |
| 2012 | Los Angeles Galaxy     | New England Revolution | Real Salt Lake                      | New York Red Bulls     |
| 2013 | Seattle Sounders FC    | Real Salt Lake         | New England Revolution              | New York Red Bulls     |
| 2014 | Chicago Fire           | CD Chivas USA          | Real Salt Lake                      | New England Revolution |
| 2015 | Real Salt Lake         | Colorado Rapids        | Sporting Kansas City                | Seattle Sounders FC    |
| 2016 | New England Revolution | Columbus Crew          | Sporting Kansas City Houston Dynamo |                        |
| 2017 | Houston Dynamo         | Colorado Rapids        | New England Revolution              | Sporting Kansas City   |
| 2018 | New England Revolution | Houston Dynamo         | Portland Timbers                    | Sporting Kansas City   |